# جون مورغان (سياسي)
جون مورغان (بالإنجليزية: John Morgan)‏ هو سياسي أمريكي، ولد في 12 يونيو 1846 في الولايات المتحدة، وتوفي في 10 فبراير 1926. حزبياً، نشط في الحزب الجمهوري. وقد انتخب عضو جمعية ولاية ويسكونسن.